# Interwencja główna
Interwencja główna – instytucja procesu cywilnego, dająca osobie trzeciej możliwość wytoczenia powództwa o rzecz lub prawo, o które toczy się spór sądowy między innymi osobami. Możliwość ta istnieje aż do zamknięcia rozprawy w pierwszej instancji. Jest to szczególny wypadek współuczestnictwa w sporze.
W Polsce interwencja główna jest unormowana w art. 75 Kodeksu postępowania cywilnego. 
Skutkiem wytoczenia interwencji głównej jest rozpoczęcie nowego procesu między interwenientem a stronami dotychczasowego procesu. Dotychczasowy proces może zostać zawieszony do czasu prawomocnego zakończenia nowego procesu, co z reguły jest celowe, ponieważ wynik procesu z interwencji głównej wskazuje na właściwe strony spornego stosunku prawnego. Sąd może również uznać za stosowne połączenie obu spraw do łącznego rozpoznania, gdyż są one ze sobą w związku, bądź rozpatrywać obie sprawy oddzielnie, czego nie wykluczają przepisy, ale co jest niewłaściwe zarówno z punktu widzenia ekonomii procesowej, jak i dążenia do niesprzeczności rozstrzygnięć wydawanych przez sądy.